# Марисол
„Марисол“ (на испански: Marisol) е мексиканска теленовела, режисирана от Хулиан Пастор, Антулио Хименес Понс, Херман Роблес и Хайме Вега и продуцирана от Хуан Осорио за Телевиса през 1996 г. Теленовелата, с либрето и адаптация за първа част от Марсия дел Рио и Валерия Филипс и за втора част от Алберто Гомес, Енрике Торес и Хосе Николас, е базирана на венецуелската теленовела Abandonada, създадена от Инес Родена.
В главните роли са Ерика Буенфил и Едуардо Сантамарина, а в отрицателните – Клаудия Ислас, Енрике Алварес Феликс, Ема Лаура, Серхио Басаниес, Пилар Монтенегро и Рене Варси. Специално участие вземат Лаура Флорес и първите актьори Ирма Лосано, Аарон Ернан и Херман Роблес

## Сюжет
Марисол е скромно и много наивно момиче, което продава хартиени цветя по площадите на град Мексико, за да оцелее. Тя прикрива част от лицето си с огромен кичур коса. Само близките ѝ знаят истинската причина - Марисо крие ужасен белег, който има от дете, когато претърпява инцидент, спъвайки се в огледало, което се счупва върху лицето ѝ. Въпреки раната, която я съпътства, тя живее щастливо с майка си София в скромен квартал. София е тежко болна, а дъщеря ѝ спестява всяко спечелено песо, за да ѝ купи лекарствата, от които се нуждае. София знае, че скоро ще умре, затова признава на Марисол, че всъщност принадлежат на богато семейство и че тя трябва да отиде и да поиска това, което е нейно. Марисол смята, че думите на майка ѝ са резултат от болестта и предпочита да не ѝ вярва. Съседи на Марисол са семейство Суарес, водено от Росита, трудолюбива и отдадена перачка, майка на Пако, който мечтае да стане тореадор, и Марио, който ухажва Марисол, показвайки се благороден пред нея, докато в действителност е мързеливец и негодник, който се възползва от изключителната ѝ доброта, за да постигне своето. Той всъщност се среща с кабаретната певица на име Сулема, която е също толкова амбициозна и жестока като него. Животът на Марисол се променя, когато майка ѝ умира - без да може да разкрие името на дядо ѝ - и за да станат нещата още по-лоши, тя открива предателството на Марио. Наранена и измъчена, в деня, в който майка ѝ умира, Хосе Андрес, красив млад мъж от добра социална класа, работещ като художник, се появи в живота ѝ. Хосе Андрес, след като се запознава с Марисол, ѝ предлага да плати за погребението, без да иска нищо в замяна. Марисол му благодари, мислейки, че никога повече няма да го види. Същия ден тя среща Мими Кандела, бивша сервитьорка в заведението, където Сулема пее, много забавна и мила, която става нейната най-добра приятелка. Дни по-късно Марио моли Марисол да се омъжи за него заради много неизвестен интерес. Тя приема, но съжалява в деня на сватбата. Марио, изпълнен с гняв, отмъщава на Марисол, като отрязва кичура, с който прикрива белега си. Марисол се озовава напълно сама: тя няма майка си, нито Мими, която решава да я изостави, след като Марио продължава да се мотае около нея с намерението да не я остави да живее спокойно. Хосе Андрес, за да ѝ помогне, я взема да живее в къщата на дядо си: Алонсо Гарсес дел Вайе. Дон Алонсо е стар аристократ, който живее със съжалението, че е изхвърлил дъщеря си от къщата, защото не се е подчинила на заповедите му и се е омъжила за провален актьор. Той е искал през всичките тези години да я намери и да я помоли за прошка. Малко след срещата между дон Алонсо и Марисол се заражда симпатия и специална привързаност, което не е нищо друго освен зова на кръвта, тъй като тя е дъщеря на София и неговата законна изгубена внучка. Преди да умре, София дава на Марисол много специален пръстен, принадлежащ на нейната майка, който е идентичен с този, притежаван от дон Алонсо. Тези предмети са достатъчни, за да разбере старецът, че тя е негова внучка. Все още наранен от научаването за смъртта на дъщеря си, дълголетникът чувства, че животът му дава втори шанс да поправи грешките си, като може да има Марисол до себе си. Той и Хосе Андрес решават да не казват на младата жена истината, докато не настъпи подходящият момент. Самият факт на установяване в имението на Гарсес дел Вайе кара Марисол неволно да си спечели омразата и на други. Този път на майката на Хосе Андрес, Ампаро, която продължава да я унижава. За разлика от продавачката на цветя, тя е амбициозна и зла жена, която се интересува само от пари и поддържане на добро социално-икономическо положение. Тя отрича скромния си произход, тъй като на младини е била секретарка. Тя се омъжва за Леонардо - най-големият син на дон Алонсо - като го кара да вярва, че е бременна от него. Това, което никой не знае, е, че истинският баща на Хосе Андрес е Мариано Руис, голям приятел на Леонардо и семейството, който е неин любовник и до днес. Леонардо винаги е знаел, че Ампаро не го обича и че бракът му е просто една голяма лъжа, така че той иска да намери страстта в по-млади жени, но безуспешно. Когато и двамата разбират, че Марисол е Гарсес дел Вайе, решават да направят всичко възможно тя да не наследи половината от наследството. Марио и Сулема, вече наясно с истинския произход на Марисол, решават да се възползват от ситуацията. Марио се превръща в любовник на Ампаро, докато Сулема изнудва Леонардо с компрометиращи го снимки с други жени.

## Актьори
Съкратен актьорски състав.
- Ерика Буенфил – Марисол Ледесма Гарсес дел Вайе / Вероника Сориано
- Едуардо Сантамарина – Хосе Андрес Гарсес дел Вайе Лопес
- Клаудия Ислас – Ампаро Лопес вдовица де Гарсес дел Вайе
- Енрике Алварес Феликс – Леонардо Гарсес дел Вайе
- Арон Ернан – дон Алонсо Гарсес дел Вайе
- Давид Остроски – Мариано Руис
- Пилар Монтенегро – Сулема Чавес
- Серхио Басаниес – Марио Суарес Малдонадо
- Алехандро Ибара – Франсиско „Пако“ Суарес Малдонадо
- Сокоро Бония – доня Росита Малдонадо вдовица де Суарес
- Ромина Кастро – Мими Кандела де Суарес
- Херман Роблес – Басилио Гонсалес
- Вероника Лангер – Кармен Лопес вдовица де Педроса
- Паулина Ласарено – Алехандра Педроса Лопес
- Артуро Пениче – Хуан Висенте

## Премиера
Премиерата на Марисол е на 22 януари 1996 г. по Canal de las Estrellas. Последният 145. епизод е излъчен на 9 август 1996 г.

## В България
Сериалът е излъчен в България в края на 90-те години по 7 дни ТВ, дублиран на български език.